# Asuka (Leisi)
Asuka – wieś w Estonii, w prowincji Sarema, w gminie Leisi.